# Gloria Oliva
Gloria Oliva Martín (Las Palmas de Gran Canaria, 1964), es una poeta y artista plástica. Ha sido galardonada con el Premio Internacional de Poesía Tomás Morales, entre otros.

## Trayectoria
La poeta Gloria Oliva estudió Técnico de Empresas y Actividades Turísticas en la Escuela Oficial de Turismo de Las Palmas de Gran Canaria. En 2017 empieza a escribir, formándose en los talleres de poesía de Pedro Flores. A su vez, se inicia en la pintura, realizando exposiciones de sus lienzos en distintos municipios de la isla de Gran Canaria. 
Destaca en poesía cuando se alza con el Premio Internacional de Poesía Tomás Morales, en 2021, con su obra Cazadores de hadas.
En 2022 es invitada a los encuentros poéticos Vinos y Versos, en el municipio de Güímar, donde se vendió una edición especial de vinos, con un poema impreso de la autora.
En 2023, gana el Premio de Poesía Pedro García Cabrera, con el libro Maldita gloria, premio que organiza la Fundación CajaCanarias desde 1981.
Participa en el Encuentro de Poesía Intergeneracional Canaria, Épica, celebrado en Tenerife, Fuerteventura y Gran Canaria en 2021, y en 2022 en el Centro Atlántico de Arte Moderno CAAM, en Gran Canaria.
En el 139 aniversario del nacimiento del poeta canario Tomás Morales, es invitada a participar en el homenaje que la Casa Museo le rinde en el municipio natal del poeta, en Moya.
En 2023, su obra, ganadora del Premio Internacional de Poesía Tomás Morales, Cazadores de hadas, es transcrito al Braille por la ONCE de Canarias.  En marzo de 2024, presenta el poemario Los adioses irremediables.
Participa en diferentes eventos literarios, ferias de libros y recitales de poesía.

## Premios
- XXVI Premio Internacional de Poesía Tomás Morales, 2021, con la obra Cazadores de hadas.[15]
- Premio de Poesía Pedro García Cabrera, CajaCanarias, Sta. Cruz de Tenerife, 2023, con la obra Maldita gloria.[16]

## Obra
- El horizonte de los dementes, Editorial Nectarina, 2022.[17][18] ISBN:  9788412627701
- Cazadores de hadas, de Ediciones del Cabildo de Gran Canaria, 2022.[19] ISBN: 9788413531120
- Los adioses irremediables, de Ediciones Fuerte Letra, 2023.[20][21]  ISBN: 9788412793307
- Maldita gloria, editado por la Fundación CajaCanarias, 2024.[22] ISBN: 9788479854553